# Laguna Shaguanga
La laguna Shaguanga es un cuerpo de agua dulce ubicado en el distrito de San Marcos, provincia de Huari, en la región Áncash, Perú.  Alrededor de la laguna se encuentra el sector Shaguanga del poblado de Juprog, en donde existen 16 viviendas según un estudio del 2023. La laguna se encuentra a la altura del kilómetro 105 de la ruta departamental AN-111, a cargo de la Compañía Minera Antamina.